# Antonina
Antonina is een gemeente in de Braziliaanse deelstaat Paraná. De gemeente telt 17.743 inwoners (schatting 2009).

## Aangrenzende gemeenten
De gemeente grenst aan Campina Grande do Sul, Guaraqueçaba, Morretes en Paranaguá.